# Abel Bessac
Pour les articles homonymes, voir Bessac (homonymie).
Abel Bessac, né le 26 janvier 1911 à Saint-Martin-Labouval (Lot) et mort le 12 mai 2001 à Réalmont (Tarn), était un homme politique, résistant et entrepreneur français.

## Biographie
Issu d'une famille de cultivateurs, il exerça la profession d'artisan et fut président départemental de la JAC à partir de 1938.
Lorsqu'éclate la Seconde Guerre mondiale, il affiche son hostilité au régime de Vichy puis entre en résistance. Au sein du corps franc Pommiès, il est lieutenant. Arrêté, il est envoyé dans les camps de concentration de Neuengame et de Bergen-Belsen.
De retour des camps, il s'installe en tant qu'entrepreneur en travaux publics et commence une carrière politique en devenant membre des deux Assemblées constituantes de 1945 et 1946 puis député du Lot sous l'étiquette MRP jusqu'en 1955. En parallèle, il s'implante localement en devenant maire de Cabrerets puis de Réalmont quelques années plus tard.

## Détail des fonctions et des mandats
Mandats parlementaires
- 21 octobre 1945 - 10 juin 1946 : Député du Lot
- 2 juin 1946 - 27 novembre 1946 : Député du Lot
- 10 novembre 1946 - 4 juillet 1951 : Député du Lot
- 17 juin 1951 - 1er décembre 1955 : Député du Lot

Mandats locaux
- mai 1953 - 1962 : Maire de Cabrerets
- mars 1971 - mars 1983 : Maire de Réalmont

## Distinctions et décorations
- Médaille de la Résistance